# Whiplash Smile
Whiplash Smile è il terzo album del cantante britannico Billy Idol, uscito nel 1986 e contenente i singoli To Be a Lover (cover di una hit di William Bell del 1968), Sweet Sixteen e Don't Need a Gun.

## Tracce
1. World's Forgotten Boy – 5:43
2. To Be a Lover – 3:52
3. Soul Standing By – 4:34
4. Sweet Sixteen – 4:17
5. Man for All Seasons – 4:39
6. Don't Need a Gun – 6:17
7. Beyond Belief – 4:02
8. Fatal Charm – 3:44
9. All Summer Single – 4:36
10. One Night, One Chance – 3:57